# 행정초등학교 (경기)
행정초등학교는 대한민국 경기도 화성시에 있는 공립 초등학교이다.

## 학교 연혁
- 2008. 07. 31 행정초등학교 준공
- 2008. 10. 01 행정초등학교 6학급 개교
- 2008. 10. 01 초대 최기운 교장 부임
- 2009. 02. 18 제1회 졸업식(48명)
- 2009. 03. 01 20학급 편성(특수학급 1학급 신설 포함)
- 2009. 03. 01 교원능력개발평가선도학교 지정 운영
- 2009. 03. 17 23학급 편성(특수학급 포함)
- 2009. 06. 04 26학급 편성(특수학급 포함)
- 2009. 09. 04 27학급 편성(특수학급 포함)
- 2010. 02. 12 제2회 졸업식(141명)
- 2010. 03. 01 33학급 편성(특수학급 포함)
- 2010. 03. 01 2009개정교육과정 선도교 지정 운영
- 2010. 09. 01 34학급 편성(특수학급 포함)
- 2011. 02. 15 제3회 졸업식(183명)
- 2011. 03. 01 36학급 편성(특수학급 포함)
- 2011. 03. 01 제2대 김길호 교장 부임
- 2011. 03. 01 영어상시평가 중점 학교 지정 운영
- 2012. 02. 15 제4회 졸업식(186명)
- 2012. 03. 01 38학급 편성(특수학급 포함)
- 2012. 09. 01 3대 최귀선 교장 부임
- 2013. 02. 15 제5회 졸업식(210명)
- 2014. 02. 14 제6회 졸업식(219명)
- 2015. 02. 13 제7회 졸업식(181명)
- 2015. 03. 01 39학급 편성(특수학급 포함)
- 2016. 02. 16 제8회 졸업식 (198명)

## 학교 동문
홍성현